# Bílina (miasto)
Bílina (niem. Bilin) – miasto w Czechach, w kraju usteckim. Według danych z 31 grudnia 2003 powierzchnia miasta wynosiła 3 239 ha, a liczba jego mieszkańców 15 738 osób.

## Gospodarka
W mieście rozwinął się przemysł szklarski oraz piwowarski.

## Demografia
| Rok             | 1970   | 1980   | 1991   | 2001   | 2003   |
| --------------- | ------ | ------ | ------ | ------ | ------ |
| Liczba ludności | 16 196 | 18 836 | 17 025 | 15 890 | 15 738 |

Źródło: Czeski Urząd Statystyczny

## Miasta partnerskie
- Biłgoraj